# 이신애 (배우)
이신애(1989년 12월 18일 ~ )는 대한민국의 배우이다.

## 연기 활동

### 드라마
- 2007년 MBC 일일드라마 《나쁜여자 착한여자》 - 어린시절 이세영 역
- 2012년 tvN 일일드라마 《유리가면》 ... 한나 역
- 2012년 SBS 플러스 드라마 《풀하우스 TAKE 2》 ... 연예뉴스 리포터 역
- 2013년 MBC 수목드라마 《메디컬 탑팀》
- 2014년 JTBC 주말연속극 《12년만의 재회: 달래 된, 장국》 ... 스튜어디스 역

## 방송
- 헝그리앱TV 《신애의 클래시오브클랜》
- 헝그리앱TV 《신애 마메의 강철의 기사》
- 헝그리앱TV 《잡학다식 게임메니아》
- 아프리카TV 《메이플쑈 리턴즈》
- 아프리카TV 《모락모락TV 시즌 1》
- SBS 《토요특집 모닝와이드》
- MBC Every 1 《Appeal》
- KBS2 《알록달록 종이마을》 - 나레이션
- 온게임넷 《IeSF 벨로스터HD 국가대표 선발전》
- 온게임넷 《게임정보상황실 GP》
- 온게임넷 《크리에이티브 던파》
- 온게임넷 《온게임넷 랭킹쇼 시즌 1》
- 온게임넷 《내가 니 앱이다! 시즌 1》
- 온게임넷 《켠김에 왕까지》
- 온게임넷 《신애와 밤샐기세.scx》
- 온게임넷 《레알전투! 배틀스타》
- 온게임넷 《고수와 하수가 만났을때.avi》 - 고수 역
- EBS 《생방송 톡!톡! 보니하니》 - 하니 역

## 음반
- 2010년 디지털 싱글 - 인사동에서(with 신현오)